# Neodythemis
Neodythemis là một chi chuồn chuồn ngô thuộc họ Libellulidae. Nó gồm các loài:
- Neodythemis afra
- Neodythemis campioni
- Neodythemis gorillae
- Neodythemis preussi